# Olena Zelenska
Olena Volodimirivna Zelenska (rojena Kijaško; ukrajinsko Олена Володимирівна Зеленська (Кіяшко), ukrajinska arhitektka, scenaristka in prva dama; * 6. februar 1978, Krivi Rog, Ukrajina.
Je ukrajinska arhitektka in scenaristka, ki je trenutno kot žena predsednika Volodimirja Zelenskega prva dama Ukrajine. Decembra 2019 se je uvrstila na seznam 100 najvplivnejših Ukrajincev revije Focus in zasedla 30. mesto.

## Osebno življenje
Zelenska in njen bodoči mož sta bila sošolca, a se nista poznala. Zelenski je nekoč dejal, da je poznal veliko svojih sošolcev, a nje ne. Spoznala sta se veliko pozneje – ko je Zelenska študirala na Fakulteti za gradbeništvo na Narodni univerzi Krivi Rog.
Odnos med njima se je razvijal postopoma – v zvezi sta bila osem let in se nato poročila 6. septembra 2003. 15. julija 2004 se jima je rodila hči Oleksandra Zelenska, 21. januarja 2013 pa sin Kiril.